# Brooklyn Grooms FC
Brooklyn Grooms FC is een voormalige Amerikaanse voetbalclub uit Brooklyn, New York. De club werd opgericht in 1893 en opgeheven in 1895 na de opheffing van ALPF. In het seizoen 1894/95 werd de club landskampioen.
De club was de voetbalafdeling van de Brooklyn Dodgers, een honkbalclub die destijds onder de naam Brooklyn Grooms uitkwam in de National League. Grooms was een afkorting van Bridegrooms (bruidegoms). Deze bijnaam had de club gekregen nadat in korte tijd veel spelers getrouwd waren.